# 12 вересня
12 вересня — 255-й день року (256-й у високосні роки) у григоріанському календарі. До кінця року залишається 110 днів.

## Свята і пам'ятні дні

### Міжнародні
- ООН: День співпраці Південь-Південь, згідно з рішенням Генеральної Асамблеї 66/550 святкування перенесено з 19 грудня на 12 вересня (з 2012 року).

### Національні
- Кабо-Верде: Державне свято.

### Неофіційні
- Міжнародний день в'язання гачком.

### Релігійні

#### Західне християнство
- Свято пресвятого Імені Діви Марії[en];
- Пам'ять святих Айльб[en], Ґвіда Андерлехтського, Ебонтія[en], Лайсрена Девенішського[en] та Сакердоса Ліонського[en];
- Пам'ять святого Джона Генрі Гобарт[en] (Єпископальна церква).

#### Східне християнство[1]
- Віддання свята[en] Різдва Пресвятої Богородиці;
- Пам'ять священномученика Автонома Італійського[en] та Корнута Нікомидійського;
- Пам'ять мученика Теодора Олександрійського та Юліана і з ним 40 мучеників.

## Іменини
✝  Католицькі: Айльб, Ґвідо, Ебонтій, Лайсрен, Сакердос.
✙ Православні: Автоном, Корнут, Теодор, Юліан (Юлія)

## Події
- 490 до н. е. — Марафонська битва (під час греко-перської війни грецькі війська під командуванням Мільтіада здобули перемогу над перськими військами Дарія І).
- 1504 — Христофор Колумб у ході четвертого, останнього, плавання вирушив з Америки до Іспанії.

- 1683 — відбулась Віденська битва, внаслідок якої об'єднана армія Священної Римської імперії та Речі Посполитої на чолі з Яном III Собеським здобула перемогу над османським військом.
- 1789 — французький революціонер Жан-Поль Марат випустив перший номер газети «Друг народу».
- 1898 — у Києві відкрито Київський політехнічний інститут.
- 1934 — утворено політичний союз Латвії, Литви та Естонії (т. зв. Балтійська Антанта).
- 1937 — НКВС СРСР почав широкомасштабну операцію з «ліквідації кримінальних елементів».

- 1940 — поблизу селища Монтіньяк (Франція) чотири місцеві підлітки знайшли печеру-грот з настінними малюнками віком 15—17 тисяч років, котрі нині є однією з найкращих колекцій доісторичного живопису періоду раннього палеоліту.
- 1944 — на територію Німеччини вступили перші американські війська.
- 1953 — через півроку після смерті радянського диктатора Йосифа Сталіна першим секретарем Компартії СРСР обрано Микиту Хрущова.
- 1958 — в компанії Texas Instruments створили першу мікросхему.
- 1990 — підписаний договір про остаточне врегулювання щодо Німеччини.
- 1991 — у Києві демонтували монумент на честь Жовтневого перевороту на Майдані Незалежності.
- 2008 — у Харкові відбувся перший в Україні концерт гурту «Queen», який відвідало близько 350 тисяч глядачів.

## Народились
Дивись також Категорія:Народились 12 вересня
- 1494 — Франциск I, французький король династії Валуа.
- 1554 — Януш Острозький — волинський воєвода (1584—1593), краківський каштелян (1593—1620), білоцерківський, черкаський, канівський, переяславський (1594—1620) та володимирський староста (1604—11620). Засновник Острозького майорату.
- 1825 — Карл Доплер, угорський віртуоз флейтист, диригент, музичний керівник, композитор, народжений у Львові, молодший брат композитора Франца Доплера і батько композитора Арпада Доплера.
- 1838 — Артур Ауверс, німецький астроном.
- 1875 — Олександр Кошиць, український композитор, диригент, етнограф.
- 1892 — Юрій Корпанюк, гуцульський народний майстер дерев'яної різьби.
- 1897 — Ірен Жоліо-Кюрі, французький фізик, лавреат Нобелівської премії з хімії 1935 року (спільно з чоловіком Фредеріком Жоліо).
- 1900 — Гаскелл Каррі, американський математик і логік. На його честь було названо дві мови програмування: Curry та Haskell.
- 1921 — Станіслав Лем, польський письменник-фантаст.
- 1956 — Леслі Чун, гонконзький актор і співак.
- 1961 — Мілен Фармер, французька співачка, композитор, акторка.
- 1965 — Євген Аліпов, український хокеїст і тренер.
- 1986 — Еммі Россум, американська акторка.
- 1973 — Пол Вокер, американський (голлівудський) актор, модель, автогонщик, благодійник.
- 1994 — Кім Намджун більш знаний як РМ — південнокорейський виконавець, автор пісень та продюсер.
- 1994 — Еліна Світоліна, українська тенісистка.

## Померли
Дивись також Категорія:Померли 12 вересня
- 1764 — Жан-Філіпп Рамо, французький композитор та видатний музичний теоретик.
- 1898 — Аманд Струве, київський інженер, проєктант першої в Російській Імперії лінії електричного трамвая.
- 1907 — Ілля Чавчавадзе, грузинський письменник, активний діяч національно-визвольного руху Грузії, убитий агентами царської поліції.
- 1921 — Ганна Затиркевич-Карпинська, українська акторка.
- 1953 — Гуго Шмайссер, німецький конструктор стрілецької зброї, зокрема штурмової гвинтівки StG-44.
- 2009 — Віллі Роні, французький фотограф.
- 2009 — Норман Борлоуг, американський агроном, генетик і фахівець із патології рослин. Відомий, як батько Зеленої революції та лавреат Нобелівської премії миру 1970 року.
- 2010 — Клод Шаброль, французький кінорежисер.